# Lóbulo parietal inferior

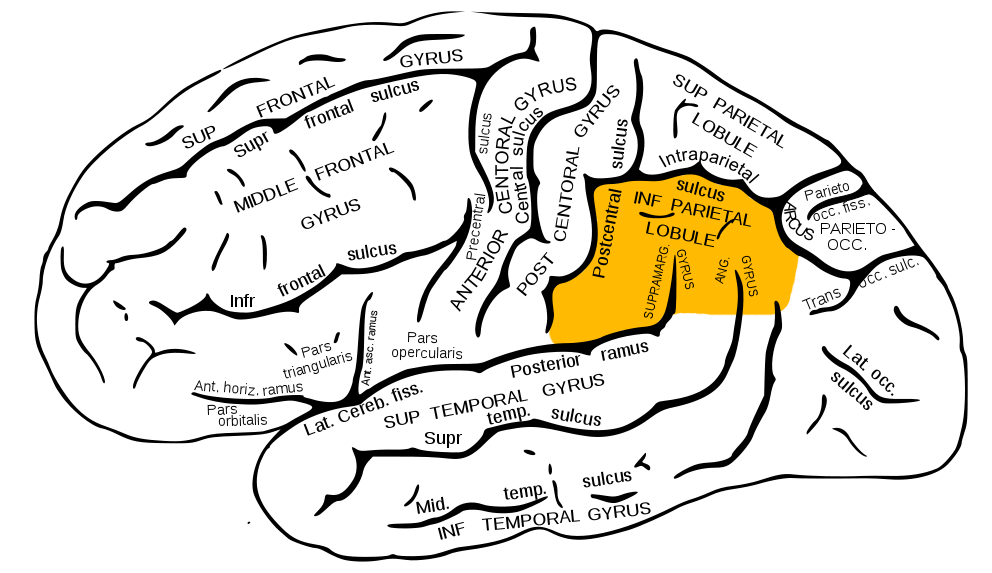
Superfície lateral do hemisfério cerebral esquerdo, vista de lado. (O lóbulo parietal inferior é mostrado em amarelo)

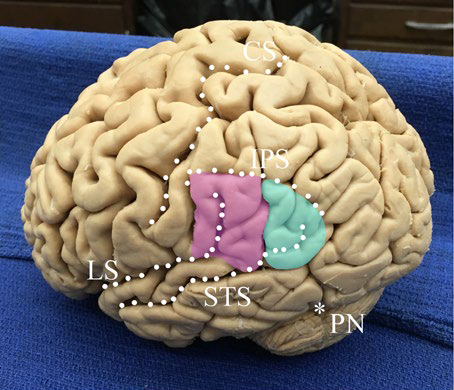
Anatomia superficial do lóbulo parietal inferior

O lóbulo parietal inferior fica abaixo da porção horizontal do sulco intraparietal [en] e atrás da parte inferior do sulco pós-central [en]. Também conhecido como território de Geschwind, em homenagem a Norman Geschwind, um neurologista americano que, no início da década de 1960, reconheceu sua importância. Faz parte do lobo parietal.

## Estrutura
Ele é dividido de rostral a caudal em dois giros:
- Um deles, o giro supramarginal [en] (BA 40), arqueia-se sobre a extremidade voltada para cima do sulco lateral; é contínuo na frente com o giro pós-central e atrás com o  giro temporal superior.

- O segundo, o giro angular (BA 39), arqueia-se sobre a extremidade posterior do sulco temporal superior, atrás do qual é contínuo com o giro temporal médio [en].

Nos homens, o lóbulo parietal inferior é significativamente mais volumoso no hemisfério esquerdo em comparação com o direito. Essa assimetria extrema não está presente nas mulheres e isso pode contribuir para as diferenças cognitivas entre os sexos.
Na neuroanatomia do macaco, essa região é frequentemente dividida em porções caudal e rostral, cIPL e rIPL, respectivamente. A cIPL é ainda dividida em áreas Opt e PG, enquanto a rIPL é dividida em áreas PFG e PF.

## Função
O lóbulo parietal inferior está envolvido na percepção de emoções em estímulos faciais, e na interpretação de informações sensoriais. O lóbulo parietal inferior está relacionado à linguagem, às operações matemáticas e à imagem corporal, particularmente o giro supramarginal [en] e o giro angular.

## Importância clínica
A destruição do lóbulo parietal inferior do hemisfério dominante resulta na síndrome de Gerstmann: confusão da direita para a esquerda, agnosia dos dedos, disgrafia e dislexia, discalculia, hemianopsia contralateral ou quadrantanopia inferior. A destruição do lóbulo parietal inferior do hemisfério não dominante resulta em perda de memória topográfica, anosognosia, apraxia de construção, apraxia de vestir, negligência unilateral, hemianopsia contralateral ou quadrantanopia inferior.

## Em outros animais
Experimentos de imagem funcional sugerem que o giro supramarginal anterior esquerdo (aSMG) do lóbulo parietal inferior humano apresenta uma especialização evoluída relacionada ao uso de ferramentas. Atualmente, não se sabe se essa especialização funcional é exclusiva dos seres humanos. O uso habitual de ferramentas pelos chimpanzés torna a exclusividade do aSMG humano uma questão em aberto, já que sua função pode ter evoluído antes da separação de nosso último ancestral comum.

## Imagens adicionais
- Animação. O lóbulo parietal inferior é mostrado em vermelho.
- Vista lateral de um cérebro humano, com os principais giros rotulados.
- Cérebro. Vista lateral. Dissecção profunda.
- Cérebro. Vista lateral. Dissecção profunda.
- Cérebro. Vista lateral. Dissecção profunda.
- Lóbulo parietal inferior, vista do hemisfério direito.
- Lóbulo parietal inferior destacado em verde nas imagens coronais de RM T1.
- Lóbulo parietal inferior destacado em verde nas imagens sagitais de RM T1.
- Lóbulo parietal inferior destacado em verde nas imagens transversais de RM T1.